# Cymbalaria
Cymbalaria is een geslacht van ongeveer tien soorten planten uit de Weegbreefamilie. Het geslacht werd vroeger bij de helmkruidfamilie ingedeeld. In de APG II-classificatie is het op grond van moleculair onderzoek in de weegbreefamilie ondergebracht.
De botanische naam Cymbalaria is afgeleid van het Griekse woord kymbalon, wat met cimbaal of bekken vertaald kan worden.
Het zwaartepunt van de verspreiding ligt in het Middellandse Zeegebied; zo komen in Italië acht soorten voor. In België en Nederland is de muurleeuwenbek de enige soort die in het wild voorkomt.

## Soorten
- Cymbalaria aequitriloba
- Cymbalaria hepaticifolia
- Cymbalaria longipes
- Cymbalaria microcalyx
- Cymbalaria muelleri
- Cymbalaria muralis (muurleeuwenbek)
- Cymbalaria pallida
- Cymbalaria pilosa
- Cymbalaria pubescens